# محطة نور ورزازات للطاقة الشمسية
محطة نور للطاقة الشمسية (بالفرنسية: Centrale solaire Noor)‏ هي محطة للطاقة الشمسية الحرارية قيد الإنشاء قرب ورزازات في المغرب، شطره الأول (نور I)، الذي دخل الخدمة في فبراير 2016.
بعد إطلاقه في عام 2016، بـطاقة سعة 160 ميغاواط، أصبحت سابع محطة للطاقة الشمسية في العالم، بعد المحطات الخمسة الأمريكية الأولى ومحطة سولابين الإسبانية حيث تعتبر أكبر مجمع للطاقة الشمسية الحرارية بين دول الجنوب، وهي تحتوي على أكبر مزرعة للطاقة الشمسية المركزة في العالم.

## نور l

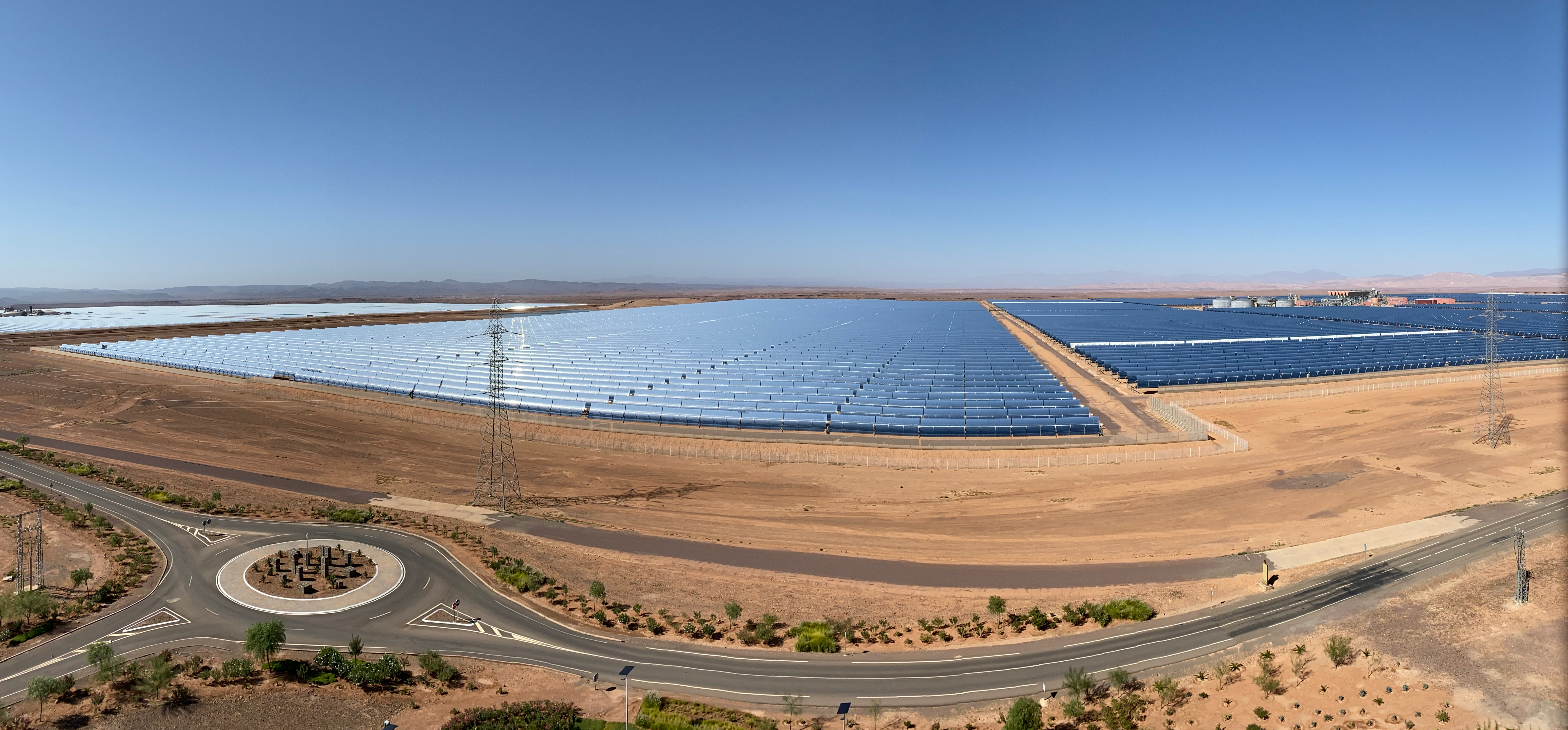
نور 1 ونور 2.

تتكون محطة نور من حقل من 480 هكتار من المرايا المنحنية (أسطوانية- شلجمية) بسعة 160 ميغاواط. والمشروع بتكلفة تتجاوز 600 مليون يورو، يستخدم حوالي نصف مليون مرآة،

ومتوقع أن يوفر 370 جيغا واط-ساعة سنويا.

تديره الوكالة المغربية للطاقة الشمسية وبناه ائتلاف تجاري ذو غالبية سعودية.
يستهلك التصميم كمية ماء مرتفعة للتبريد وكذلك تنظيف المرايا، تصل إلى 1,7 مليون متر مكعب سنويا، أي ما يعادل 4,5 لتر لكل كيلو واط-ساعة.

استهلاك الماء هذا يعادل ضعف استهلاك كمية ماء التبريد في محطات الفحم، و 23 ضعف كمية الماء / كيلو واط-ساعة المستهلكة في محطات الفحم الجافة.

قيمة الطاقة الكهربائية هي 0,19$ للكيلو واط-ساعة.
بدأت المحطة بالعمل في 10 مايو 2013، بعد حفل ترأسه الملك محمد السادس. البنك الإفريقي للتنمية والبنك الأوروبي للاستثمار يشاركون في التمويل.
المحطة لديها قدرة تخزين الطاقة من 3 ساعات من الإنتاج، وذلك بفضل الأملاح المنصهرة.
اتفاقية التعريفات التي وقعت في 19 نوفمبر 2012 مع المكتب الوطني للكهرباء والماء الصالح للشرب يضمن 1.62 درهم سعر البيع لكل كيلوواط ساعة ($ 18.9 سنتا لكل كيلوواط ساعة) لإنتاجية المحطة.
تم افتتاح المحطة من طرف الملك في 4 فبراير 2016.

## نور II و III

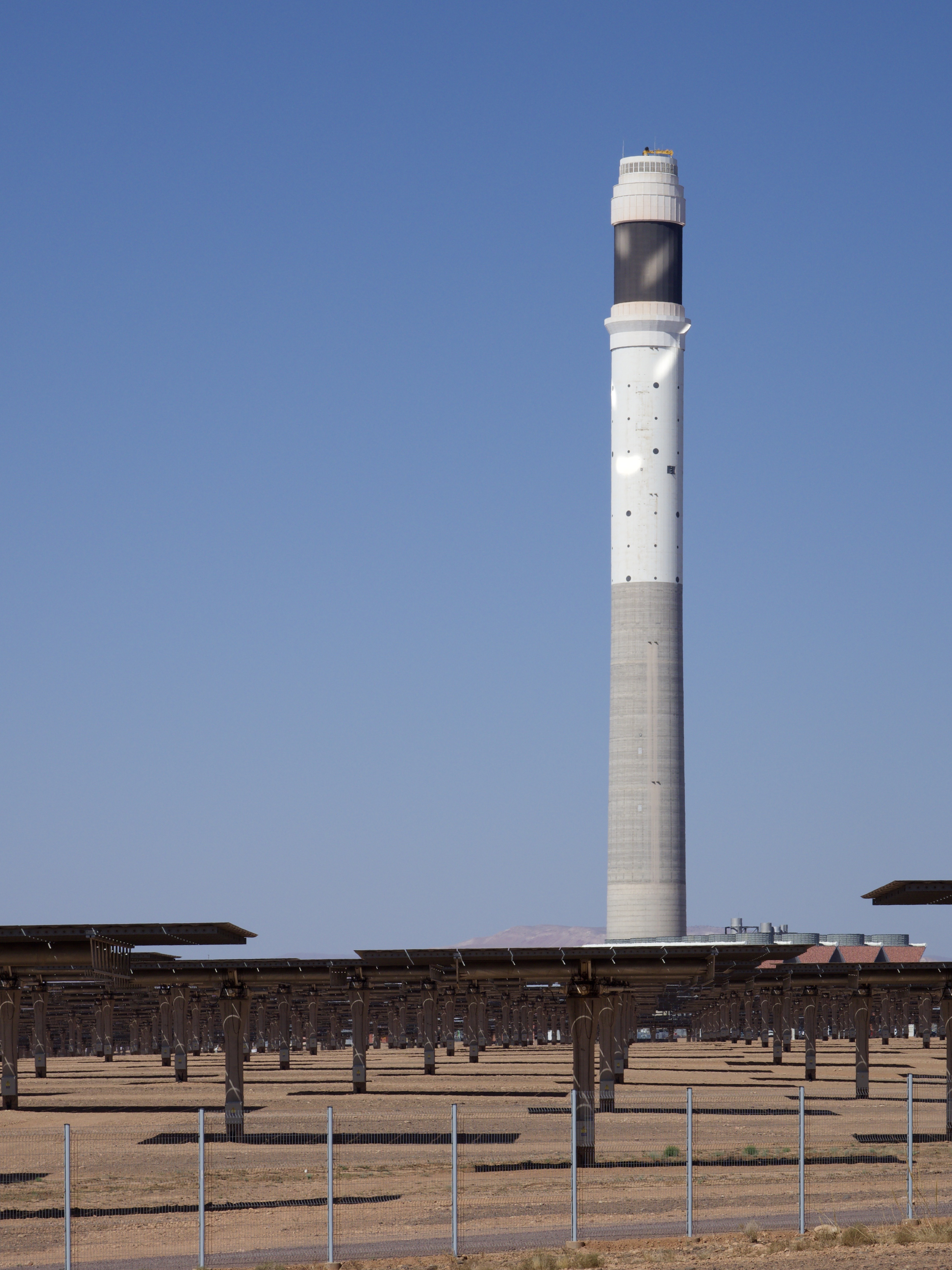
نور 3.

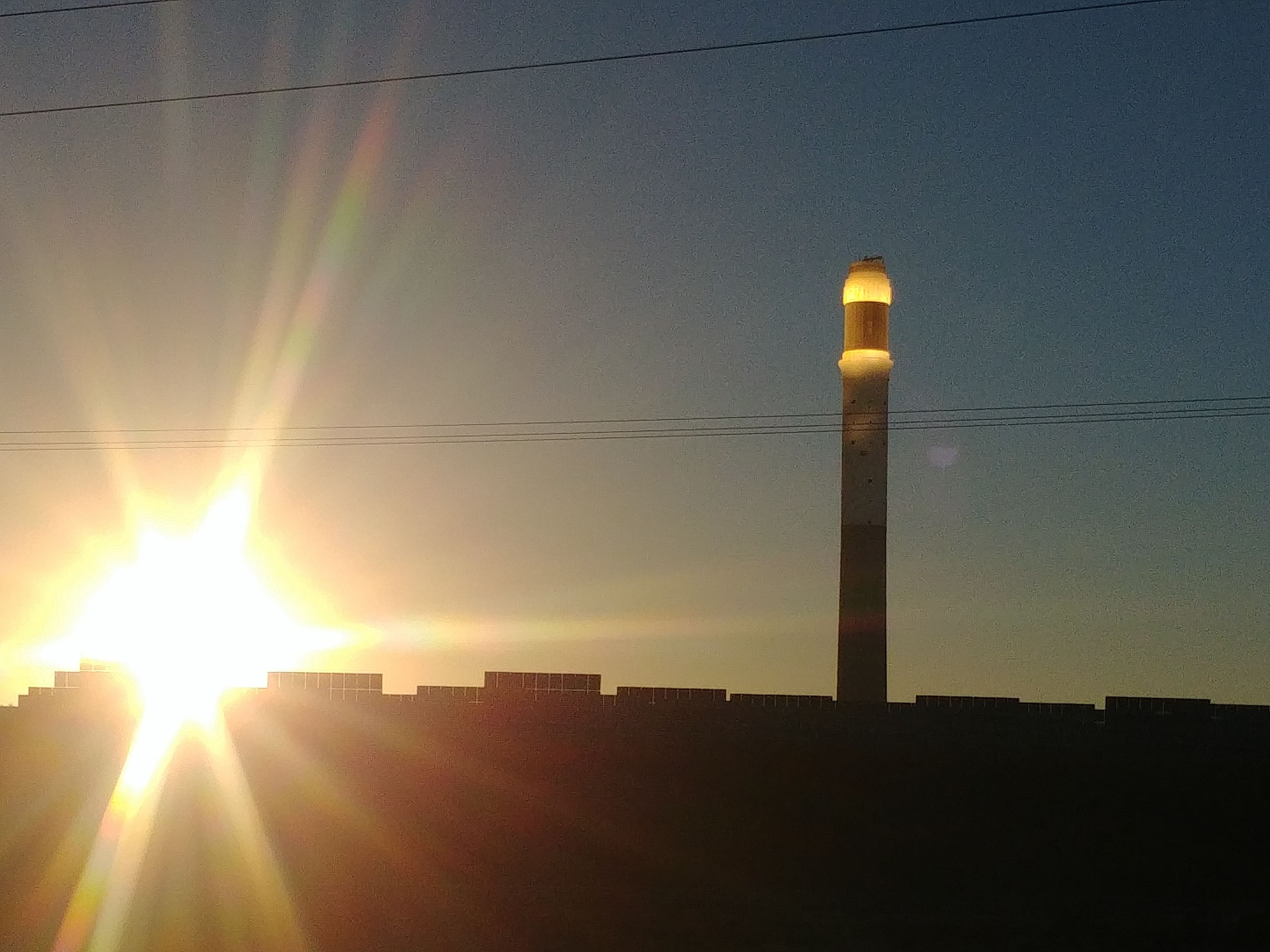
برج الطاقة الشمسية في ورزازات عند الغسق.

في عام 2020، بدأ بناء المشروع في مرحلته الثانية  لرفع  القدرة  الإجمالية لطاقة المحطة إلى سعة 500 ميجاوات. ومشروع نور سيعرف استخدام تكنولوجيا الطاقة الشمسية الحرارية المركزة على برج، بقوة من ما بين سعة 150 و 200 ميجاوات ، وبالإضافة للقدرة على تخزين الطاقة لفترة 3 ساعات من الإنتاج لاستخدامها ليلا.

## نور IV
باستثمارات تقدر بأكثر من 750 مليون درهم مغربي، تنتج نور ورزازات IV  طاقة قدرتها 72 ميجاوات، وتستخدم تكنولوجيا الطاقة الشمسية لإنتاج الطاقة الكهربائية مباشرة من الإشعاع الشمسي الذي تلتقطه الخلايا الشمسية Photovoltaic. إن نضوج هذه التكنولوجيا في سوق سريع النمو يجعلها حلًا تنافسيًا للمغرب.

## وصلات خارجية
- المغرب ومشروع الطاقة الشمسية، إذاعة صوت ألمانيا (دويتشه فيله)